# 新聞奨学生
新聞奨学生（しんぶんしょうがくせい）とは、新聞社の奨学金制度を利用する学生のことを言う。学費の一部もしくは全額を新聞社が肩代わりする代わりに、在学中新聞配達業務を行う。
業務を行う場所は、学生側が選択することは不可能で、新聞社側が学生の通学時間を考慮し、人材募集中の販売店の中から選択する。多くは、都市部の新聞販売店に斡旋される。自立した生活ができ、経済的問題を解決できる利点の反面、労働環境は決して良好とは言えない場合もある。
日本に留学した外国人も利用できる。

## 概要
販売店で新聞配達に従事し、朝刊を配ったのち夕刊までの空いた時間に学校に通う。毎月、給料が支給されるほか、通学の交通費や寮の提供があるなど住居・食事等の負担は軽いが、夕刊配達の都合上、午後の講義が受講できなくなるなどのデメリットもある。精神的・体力的に苦痛になる場合があり、学業の内容によっては両立させるのは簡単ではない。
各奨学会によって支給される奨学金の金額や適応可能な学校・地域・労働条件・イベントなどが異なる。基本的に、適応可能な学部は文系学部であり、多くの理系学部は実習や必修科目の多さから不適応となっている。また、サークルや部活の活動も、業務に支障が出る恐れがあるため、不可である。新聞社によっては夕刊業務が無かったり、併設の予備校が用意されている場合もある。
大学だけではなく音楽学校メーザー・ハウスなど専門学校の学生も利用できる。また専門学校東京アナウンス学院のように新聞奨学生のためのコースや待遇がある学校も存在するという。
奨学金は、卒業まで働いていれば返済の義務は限度額を超えたもの以外基本的に発生しないが、事情があって中途退会などする場合は奨学会への一括返済が必要となる。
システム構造
各新聞社の子会社や販売店組合が主催する奨学会が学生を募集し、新聞販売店に労働力として斡旋する。奨学会は職業安定法における職業紹介事業者、もしくは委託募集における募集受託者にあたり、販売店は奨学会へ代金を支払う。同一名称の奨学会でも地方によって運営団体が異なる場合が多い。販売店は本社直営で営業する店舗と、他企業（法人または個人事業主）が経営する店舗と主に2種類に分かれる。
奨学会は○○新聞育英会のように呼び名が若干異なる場合がある。
奨学コース
奨学会により様々だが、朝夕刊の配達・付帯作業・集金業務が基本となる。奨学金・給料が減額になるが集金業務が免除されるコースが用意されている場合もある。コースによっては学費全額を得ることができる。
産経新聞奨学会の場合、関西地区以外では夕刊業務が無い。
読売育英奨学会の場合、AコースとBコースがあり、Aコースは集金業務があり、Bコースにはない。
学費支給と貸与
各学校の制度によって異なるが、多くの場合入学の際に学費納入が必要となる。その為まず奨学会は学生（または代理人）に貸与を行い貸し付ける。金利は基本的に生じない。その後、規定の期間業務に従じる事で奨学金が支給され、貸与された金額との相殺が行われる。卒業まで労働に従事した場合は殆どの場合完全相殺となる。
貸与・支給は年間単位で更新される。
奨学会の制度によっては貸与を受けるのは学生本人ではなく配属店の所長になる場合がある。この場合は所長を介して奨学金・貸与金の授受が行われる。
卒業時の特典
学生が就職活動を行う際には、奨学会から就職推薦状が発行される。奨学会により条件は異なるが、奨学会から卒業祝いとして金品が与えられる。奨学会によっては卒業記念パーティや研修旅行への招待などがある。

## 奨学生の生活例
配達地域によって時間の変動がある。朝刊の場合、到着時刻によって始業時間が1〜2時間程度差が出る場合がある。折込チラシの製作（1〜2時間程度）は店舗方針により時間が異なる。
朝
2時30分頃起床。前日に用意した折込広告の挟み込みを行い、3時頃から朝刊の配達を行う。7時頃には配達が終わる。朝食を終え、学校に向かう。
夕
15時頃までに販売店に戻り夕刊到着後配達を開始。朝刊時より新聞が薄く、チラシもほぼ無いことと、配達部数が少ないこともあって、比較的早く配達が終わる（1〜2時間程度）。店舗によってはその後1〜2時間かけて翌日用の折込チラシ作成業務もある。
夜
夕刊配達後、月末の場合、集金業務を行う。法的には、集金の催促が問題なくできる時間帯は9時から20時までだが、顧客の指定によっては深夜の集金もある。
休日
新聞社によって規定が異なるが、休刊日は朝刊のみ無い。日曜、祝日と年末年始（概ね12月29日-1月3日。地方紙によっては土曜日も）は夕刊がない。休刊日以外に休日がない店舗もある。
住居・食事
寮に入居した場合は、家賃は必要ない。光熱費・水道代は毎月一定基本料を給料から天引きとなる。食事は販売店提供の場合とそうでない場合がある。販売店提供の場合、月約3万円程度の負担であり、そうでない場合は給与として支給される。寮は販売店側が借受けたアパートを寮として提供する他、販売店の上階に設置されている場合もある。
給料
月の給料は新聞社によって異なる。付帯業務の集金や営業・古紙回収などの業務量により若干変動する。拡張業務による営業益をあげた場合は臨時の小額ボーナス（拡張料）が出るほか、年間で2期、賞与（ボーナス）が出る場合もある。いずれも一般の専業社員よりは少ない。
集金
主に月末から末日までに自分が配達している区域の集金を行う。

## 問題点・批判
新聞奨学生の生活は新聞販売店の店内規則・方針に大きく左右される。この為、仕事量が比較的軽微な場合や、専業配達員とかわらないほどの重務が課せられる場合があり、学生間で仕事量に差が生じる場合がある。また奨学会の紹介するパンフレットや説明会での待遇・労働条件が実際の配属先の店舗で反映されておらず、著しく学業が困難になるケースが報告されている。
時間的制約
朝は2時半頃からの早い時間から業務を開始し、夜は（特に月末）22時頃まで集金業務などに追われる為、大学の友人との付き合いはもちろん、本分たる勉強時間の確保すら難しい場合がある。また、本来新聞奨学生の規約で禁止されている筈の業務を新聞販売店が強制する場合もあり、学業に従じる時間を圧迫している面もある。勤務先によっては1時頃から業務が開始される販売店もある。授業や実習時だけにとどまらず、就職活動や資格試験の受験時などでも同様に時間確保に悩まされることになる。
午後の授業に出席できない
主に大学生の場合、夕刊業務によって午後の授業に出席できず、必修以外の単位の取得が困難となる。必修以外の授業を希望する場合、夕刊業務の無い奨学コースを選び就学するか、販売店と奨学会に相談し配慮を求める形で対応するしかない。
肉体的・精神的な厳しさ
時間的制約の為、休養時間・睡眠時間の確保が厳しい。労働災害などの危険性を指摘されており、1990年には過労死も発生した。
途中退会時の一括返済問題
新聞販売店を辞める場合は、奨学金を一括返済することが原則となっている。この為、元々経済的理由で新聞奨学生となった学生本人と家庭は返済する能力が無く、止むなく労働に従事することとなり、辞めたくても辞められないという状態が発生することになる。これが労働基準法で禁止された前借金契約の疑いが強いので、是正指導するべきと思うがどうかという質問主意書が、1997年に提出されたが、内閣はこれに対して、貸付者（新聞奨学会）と使用者（新聞販売店）が異なっていること、また、奨学金に係る債権と賃金とを相殺するものではないことから違反しないものと考えるとの回答をした。
制度によっては、貸与額と支給額は年間で同額になっていない。例えば2年制の学校で1年勤め、退会した場合支給額が2年目の支給額よりも低く設定されている為、1年目では完全相殺が行われない。退会すると即時に貸与額から支給額を返済した残りの返済義務が生じる為、止むを得ず2年目に突入してしまうケースがある。
労働力確保としての新聞奨学生
新聞配達業界は雇用が不安定であると言われ、安定した人材雇用が求められていた。一定期間働いてくれる・途中退職などによる欠員が出にくいなどの利点があり、販売店にとっても必要な人材といわれている。学生であるがゆえ、学校に通う時間や就職活動などに配慮が求められるが、その反面、一労働力としか見ないような事業主もあり、学生の就学・就職が困難になる一因となっている。上述してきたように、本来なら学業を本分とする学生の修学を助成する立場でありながら、学生を学業そっちのけで半ば強制労働に等しいかたちで働かせることになる場合が多い。業績が厳しい営業所などでは奨学生に対して無理難題を押し付けるなど、所謂「ブラック企業」化している所も多く、状況によってはパワーハラスメントなどの扱いになることで心身ともに耐えられなくなり、結果的に退職・中退を余儀なくし、最後は借金だけを抱えてしまうことがある。
雇用数の低下
日本新聞協会の調査によると、雇用される学生数の低下傾向が見られる。
また2001年以降の傾向を見てみると、2015年まで一貫して低下しており、15年間で、16,333人から3,860人へ約4分の1の減少となった。しかし2016年以降は、増加傾向にあるとはいえ、2019年10月時点で4,714人であり、2001年の約7分の2となっている。

## 奨学会
- 朝日奨学会（朝日新聞）
- 毎日育英会（毎日新聞）
- 産経新聞奨学会・東京事務局（産経新聞東京本社）
- 産経新聞奨学会（大阪）（産経新聞大阪本社）
- 日本経済新聞育英奨学会（日本経済新聞） - 北海道地区：北海道新聞配達奨学生制度（北海道新聞） - 名古屋地区：中日新聞・中日奨学会（中日新聞）
- 東京新聞奨学会（東京新聞）
- 読売育英奨学会（読売新聞）
- 西日本新聞奨学会（西日本新聞）